# Jauldes
Jauldes é uma comuna francesa na região administrativa da Nova Aquitânia, no departamento de Charente. Estende-se por uma área de 25,59 km². Em 2010 a comuna tinha 820 habitantes (densidade: 32 hab./km²).